# Lijst van gemeentelijke monumenten in Bussum
De plaats Bussum, onderdeel van de gemeente Gooise Meren, heeft 74 gemeentelijke monumenten. Hieronder een overzicht van de Gemeentelijke Monumenten.
| Object | Bouwjaar    | Architect                          | Locatie                                                                        | Coördinaten                   | Nr.            | Afbeelding |
| --- | ----------- | ---------------------------------- | ------------------------------------------------------------------------------ | ----------------------------- | -------------- | --- |
| Kolonel Palmkazerne | 1938        | Auguste Boost                      | Amersfoortsestraatweg 85a                                                      |                               | 1942/wikinr_38 | Meer afbeeldingen |
| Villa Calta, in het Brediuskwartier | 1939        | W. de Gooijer                      | A.L.G. Bosboom Toussaintlaan 4                                                 |                               | 1942/wikinr_48 | Villa Calta, in het Brediuskwartier |
| Villa | 1934        |                                    | A.L.G. Bosboom Toussaintlaan 6                                                 |                               | 1942/wikinr_49 | Villa |
| Drie voormalige daglonerswoningen | 1881        |                                    | Beerensteinerlaan 2c, 4, 6                                                     | 52° 16' 19" NB, 5° 9' 30" OL  | 1942/wikinr_1  | Drie voormalige daglonerswoningen |
| Villa Frisia | 1903        | G.J. Vos                           | Boslaan 19                                                                     | 52° 16' 31" NB, 5° 8' 56" OL  | 1942/wikinr_2  | Villa Frisia |
| Klooster Mariënburg met daarbij gelegen Fröbelschool                                                                                                   | 1878        | Pierre Cuypers                     | Brinklaan 82                                                                   | 52° 16' 26" NB, 5° 9' 41" OL  | 1942/wikinr_37 | Meer afbeeldingen |
| Villa 't Hooge Zand | 1905        | Karel de Bazel                     | Busken Huetlaan 1a                                                             |                               | 1942/wikinr_50 | Villa 't Hooge Zand |
| St. Joseph Kerk, pastorie en klokkenstoel | 1952, 1953  | H. van Putten, H.F. Frank          | Ceintuurbaan 43 / Laarderweg103                                                |                               | 1942/wikinr_39 | St. Joseph Kerk, pastorie en klokkenstoel |
| Voormalig schoolgebouw | 1922        | Tjeerd Kuipers                     | Dr. A. Kuyperlaan 18b (voorheen Eendrachtspark 144)                            | 52° 16' 17" NB, 5° 10' 23" OL | 1942/wikinr_3  | Meer afbeeldingen |
| Villa Montarina | 1897        | A.C. Bleys                         | Eslaan 6                                                                       |                               | 1942/wikinr_51 | Villa Montarina |
| Villa Casa Cara | 1897        | A.C. Bleys                         | Eslaan 8                                                                       |                               | 1942/wikinr_52 | Villa Casa Cara |
| Villa oud Cruysbergen | 1919        | Jacob London                       | Franse Kampweg 6                                                               |                               | 1942/wikinr_53 | Villa oud Cruysbergen |
| Voormalig winkelhuis in Art-Nouveau stijl | 1902        | Willem Wiggers de Vries            | Generaal de la Reijlaan 30 (1e en 2e verdieping)/ Stationsweg 2 (begane grond) | 52° 16' 45" NB, 5° 9' 30" OL  | 1942/wikinr_4  | Meer afbeeldingen |
| Villa Berta | 1902        | G. Kloppers                        | Gooilaan 22                                                                    | 52° 16' 19" NB, 5° 9' 3" OL   | 1942/wikinr_5  | Villa Berta |
| Villa Ravenhorst | 1911        | Cornelis Kruisweg                  | Groot Hertoginnelaan 30                                                        |                               | 1942/wikinr_54 | Upload foto |
| Transformatorhuisje, voormalig PEN- huisje | 1925        |                                    | Heuvellaan 2                                                                   |                               | 1942/wikinr_6  | Transformatorhuisje, voormalig PEN- huisje |
| Villa Oldeberm | 1901        | van der Goot en en Kruisweg        | H.J. Schimmellaan 9                                                            | 52° 16' 30" NB, 5° 9' 19" OL  | 1942/wikinr_7  | Villa Oldeberm |
| voormalige winkel en kantoor van Cacaofabriek Bensdorp                                                                                                 | 1932        |                                    | Herenstraat 49-51                                                              |                               | 1942/wikinr_43 | voormalige winkel en kantoor van Cacaofabriek Bensdorp                                                                                                 |
| voormalige Gooische Vakschool voor meisjes | 1925        | J. van der Goot, Cornelis Kruisweg | Huizerweg 54                                                                   |                               | 1942/wikinr_41 | voormalige Gooische Vakschool voor meisjes |
| Nevamo-Airey-woningen | 1950        | J.F. Berghoef                      | Jan Botemastraat 4-54                                                          |                               | 1942/wikinr_55 | Nevamo-Airey-woningen |
| Plantsoen tussen J. Obrechtlaan en Burgemeester 's Jacoblaan bij het Mouwtje                                                                           | 1933        | K.P.C. de Bazel                    | J. Obrechtlaan                                                                 |                               | 1942/wikinr_32 | Plantsoen tussen J. Obrechtlaan en Burgemeester 's Jacoblaan bij het Mouwtje                                                                           |
| complex woningen | 1925        | Jan Wilke                          | J. Toebacklaan 6-10                                                            | 52° 16' 59" NB, 5° 10' 32" OL | 1942/wikinr_8  | complex woningen |
| Villa Het Mouwtje | 1903        | Karel de Bazel                     | J.J.H. Verhulstlaan 16                                                         |                               | 1942/wikinr_56 | Villa Het Mouwtje |
| Woon-winkelblok | 1927        | Herman Sijmons                     | Julianaplein 13-25 / Nassaulaan 40-46 / Vlietlaan 2-4                          |                               | 1942/wikinr_57 | Woon-winkelblok |
| Villa | 1920        | Ph. J. Hamers                      | Koedijklaan 17                                                                 | 52° 16' 15" NB, 5° 8' 54" OL  | 1942/wikinr_9  | Villa |
| Herenhuis Soli Deo Gloria | 1878        |                                    | Koningslaan 6                                                                  | 52° 16' 43" NB, 5° 9' 12" OL  | 1942/wikinr_10 | Herenhuis Soli Deo Gloria |
| Villa | 1905        |                                    | Koningin Emmalaan 17a                                                          | 52° 16' 38" NB, 5° 9' 1" OL   | 1942/wikinr_11 | Villa |
| Villa Lindenrode | 1906        | C.J. Kruisweg                      | Lindelaan 16                                                                   | 52° 16' 40" NB, 5° 9' 28" OL  | 1942/wikinr_12 | Villa Lindenrode |
| Verlosserkerk | 1956        | Nielsen, Spruit en Van de Kuilen   | Lorentzweg 59                                                                  | 52° 9' 39" NB, 5° 6' 19" OL   | 1942/wikinr_34 | Verlosserkerk |
| Villa De Wingerd | 1903        | K.P. C. de Bazel                   | Meerweg 12                                                                     | 52° 16' 38" NB, 5° 9' 12" OL  | 1942/wikinr_13 | Villa De Wingerd |
| Villa | 1917        | J.C. van Epen                      | Meerweg 19                                                                     | 52° 16' 37" NB, 5° 9' 11" OL  | 1942/wikinr_14 | Villa |
| Herenhuis | 1890        |                                    | Meerweg 23                                                                     | 52° 16' 39" NB, 5° 9' 6" OL   | 1942/wikinr_15 | Herenhuis |
| Complex woningen | 1926        | K. van den Berg                    | Mecklenburglaan 47, 49, 51                                                     |                               | 1942/wikinr_59 | Complex woningen |
| Kerkgebouw Apostolisch Genootschap | 1953        | C.M. Bakker                        | Meulenwiekelaan 49                                                             |                               | 1942/wikinr_40 | Kerkgebouw Apostolisch Genootschap |
| complex Oranjepark, flatgebouwen | 1951 - 1956 | Willem Dudok                       | Nieuwe 's-Gravelandseweg 2-12 /Oranjepark 2-24 en 26-60                        |                               | 1942/wikinr_58 | complex Oranjepark, flatgebouwen |
| Villa Shamrock | 1882        |                                    | Nieuwe 's-Gravelandseweg 27                                                    | 52° 16' 25" NB, 5° 9' 16" OL  | 1942/wikinr_16 | Villa Shamrock |
| Villa Dennehoeve | 1909        | J.H. Leliman                       | Nieuwe 's-Gravelandseweg 61                                                    | 52° 15' 50" NB, 5° 9' 3" OL   | 1942/wikinr_17 | Villa Dennehoeve |
| Villa | 1895        | H.P. Berlage                       | Nieuwe 's-Gravelandseweg 66                                                    | 52° 16' 5" NB, 5° 9' 2" OL    | 1942/wikinr_18 | Villa |
| houten woning | 1900        | Sietse Martens de Haan             | Nieuwe 's-Gravelandseweg 75                                                    |                               | 1942/wikinr_59 | houten woning |
| houten boshut behorende bij de woning | 1898        | Willem Cornelis Bauer              | Nieuwe 's-Gravelandseweg 96                                                    |                               | 1942/wikinr_60 | houten boshut behorende bij de woning |
| Villa Eykenrode | 1908        | van der Goot en en Kruisweg        | Nieuwe Hilversumseweg 3                                                        | 52° 16' 16" NB, 5° 9' 19" OL  | 1942/wikinr_19 | Villa Eykenrode |
| Villa Sarah´s Cottage | 1903        | van der Goot en en Kruisweg        | Nieuwe Hilversumseweg 12                                                       | 52° 16' 15" NB, 5° 9' 19" OL  | 1942/wikinr_20 | Villa Sarah´s Cottage |
| Kerk van de Vrijzinnige Geloofsgemeenschap | 1915        |                                    | Nieuwe Hilversumseweg 22                                                       | 52° 16' 15" NB, 5° 9' 31" OL  | 1942/wikinr_31 | Kerk van de Vrijzinnige Geloofsgemeenschap |
| Oude Rooms-Katholieke Begraafplaats Bussum | 1822        |                                    | Nieuwe Hilversumseweg 57                                                       |                               | 1942/wikinr_46 | Oude Rooms-Katholieke Begraafplaats Bussum |
| Oude algemene begraafplaats van Bussum | 1886        |                                    | Nieuwe Hilversumseweg 70                                                       |                               | 1942/wikinr_47 | Oude algemene begraafplaats van Bussum |
| voormalige Gemeentelijke Prins Hendrikschool (nu Vondelschool)                                                                                         | 1905        | J.F. Everts                        | Oud Bussummerweg 22/Molenlaan 11                                               |                               | 1942/wikinr_42 | voormalige Gemeentelijke Prins Hendrikschool (nu Vondelschool)                                                                                         |
| Villa Edinoor | 1905        | G.J. Vos                           | Parklaan 2                                                                     |                               | 1942/wikinr_61 | Villa Edinoor |
| Klein landhuis | 1903        | K.P.C. de Bazel                    | Parklaan 31                                                                    | 52° 16' 33" NB, 5° 9' 6" OL   | 1942/wikinr_21 | Klein landhuis |
| voormalige Postkantoor | 1933-1935   | J. Crouwell                        | Poststraat 2                                                                   |                               | 1942/wikinr_44 | voormalige Postkantoor |
| Lantaarn en bank, die oorspronkelijk op de kruising van de Lindelaan en Meerweg stonden , bank is verplaatst naar de Algemene begraafplaats van Bussum |             |                                    | P.J. Lomanplein                                                                | 52° 16' 46" NB, 5° 9' 9" OL   | 1942/wikinr_33 | Lantaarn en bank, die oorspronkelijk op de kruising van de Lindelaan en Meerweg stonden , bank is verplaatst naar de Algemene begraafplaats van Bussum |
| Villa Eikenhof | 1901        | Willem Cornelis Bauer              | Regentesselaan 39                                                              |                               | 1942/wikinr_36 | Villa Eikenhof |
| Villa aan de Singel 6 | 1906        | Jan Stuyt                          | Singel 6                                                                       |                               | 1942/wikinr_62 | Villa aan de Singel 6 |
| Villa | 1912        | H. Everts                          | Stargardlaan 1                                                                 | 52° 16' 53" NB, 5° 9' 34" OL  | 1942/wikinr_22 | Villa |
| Complex woningen | 1926        | K. van den Berg                    | Stargardlaan 12/ Mecklenburglaan 47-51                                         | 52° 16' 56" NB, 5° 9' 42" OL  | 1942/wikinr_23 | Complex woningen |
| Dubbele villa | 1924        | M. Speijer                         | Statenlaan 30-32                                                               | 52° 16' 25" NB, 5° 8' 43" OL  | 1942/wikinr_24 | Dubbele villa |
| Dubbel woonhuis | 1924        | K. van de Berg, N. Wilms           | W. Bilderdijklaan 21-23                                                        | 52° 16' 46" NB, 5° 10' 18" OL | 1942/wikinr_26 | Dubbel woonhuis |
| Villa | 1926        | K. van de Berg                     | W. Bilderdijklaan 26                                                           | 52° 16' 46" NB, 5° 10' 15" OL | 1942/wikinr_27 | Villa |
| Wilhelminakerk | 1926        | Tjeerd Kuipers                     | Wilhelminaplantsoen 14                                                         |                               | 1942/wikinr_35 | Wilhelminakerk |
| Herenhuis | 1887        |                                    | Willemslaan 12                                                                 | 52° 16' 23" NB, 5° 9' 11" OL  | 1942/wikinr_28 | Herenhuis |
| Villa Het Maentje, als onderdeel van ensemble | 1919        | J. Rebel                           | Willemslaan 36                                                                 |                               | 1942/wikinr_63 | Villa Het Maentje, als onderdeel van ensemble |
| Villa Het Zonneke, als onderdeel van ensemble | 1919        | J.Rebel                            | Willemslaan 38                                                                 |                               | 1942/wikinr_64 | Villa Het Zonneke, als onderdeel van ensemble |
| Villa Het Starretje, als onderdeel van ensemble | 1919        | J. Rebel                           | Willemslaan 40                                                                 |                               | 1942/wikinr_65 | Villa Het Starretje, als onderdeel van ensemble |
| Juliana School | 1924        | N. Doornberg                       | Willem Kalfflaan 3                                                             | 52° 16' 40" NB, 5° 10' 53" OL | 1942/wikinr_29 | Juliana School |
| Villa | 1900        |                                    | Zwarteweg 35                                                                   | 52° 16' 50" NB, 5° 9' 1" OL   | 1942/wikinr_30 | Villa |